# Síndrome posconmoción
El síndrome postconmoción cerebral (PCS, por sus siglas en inglés), históricamente llamada neurosis de guerra, es un conjunto de síntomas que una persona puede experimentar durante semanas, meses, o en ocasiones hasta un año o más después de una conmoción cerebral (una forma leve de lesión traumática del cerebro). PCS también pueden ocurrir en los casos moderados y graves de lesión traumática del cerebro. Los síntomas de PCS, que es la entidad más común que se diagnostica en personas que han sufrido lesión cerebral traumática, puede ocurrir en 38-80% de las lesiones leves en la cabeza. El diagnóstico se puede hacer cuando los síntomas derivados de una conmoción cerebral duran más de tres meses después de la lesión, o puede ser que comienza dentro de una semana o diez días del trauma. En finales , persistente , o PCS prolongada ( PPC ), los síntomas duran más de seis meses, o por otras normas, tres.
La condición puede causar una variedad de síntomas: físicos, como dolores de cabeza; cognitivos, tales como dificultad para concentrarse; y emocionales y de comportamiento, como irritabilidad . Como muchos de los síntomas en el PCS son comunes o exacerbados por otros trastornos, existe un riesgo de errores de diagnóstico. Aunque no existe un tratamiento para el PCS en sí, los síntomas pueden ser tratados, con medicamentos y terapias físicas y conductuales, y los pacientes pueden ser educados acerca de los síntomas y su pronóstico habitual. La mayoría de los casos PCS desaparecen después de un período de tiempo.

## Sinónimos
- Síndrome postconcusión
- Síndrome posconmocional
- Síndrome subjetivo postconmocional
- Síndrome subjetivo de los heridos del cráneo
- síndrome subjetivo de los traumatizados del cráneo
- Neurosis de guerra